# Dilsen-Stokkem
Dilsen-Stokkem (Limburgs: Dilse-Stokkem) is een stad en gemeente in de Belgische provincie Limburg. De stad telt ruim 21.000 inwoners. Dilsen-Stokkem ligt in het oosten van de provincie, tegen de Nederlandse grens, die wordt gevormd door de rivier de Maas. Het stadhuis staat in de centrale kern Dilsen. De gemeente behoort tot het kieskanton en het gerechtelijk kanton Maaseik.

## Geografie
De fusiegemeente kwam in 1971 tot stand na samenvoeging van vijf deelgemeenten. De fusiegemeente had oorspronkelijk de naam Dilsen maar gezien de deelgemeente Stokkem reeds in 1244 stadsrechten kreeg van de graaf van Loon, besloot de gemeenteraad van Dilsen op 27 november 1985 tot de naamswijziging Dilsen-Stokkem. In het Koninklijk Besluit van 28 juli 1987 verscheen de bevestiging.

### Deelgemeenten
| # | Naam           | Opp. (km²) | Inwoners (2020) | Inwoners per km² | NIS-code |
| - | -------------- | ---------- | --------------- | ---------------- | -------- |
| 1 | Dilsen (I)     | 16,35      | 6.201           | 379              | 72041A   |
| 2 | Rotem (IV)     | 14,79      | 3.724           | 252              | 72041B   |
| 3 | Elen (II)      | 9,96       | 2.612           | 262              | 72041C   |
| 4 | Stokkem (V)    | 8,89       | 3.750           | 422              | 72041D   |
| 5 | Lanklaar (III) | 15,89      | 4.398           | 277              | 72041E   |

### Aangrenzende gemeenten
Dilsen-Stokkem grenst aan de volgende plaatsen:
- - Stad Maaseik:
- a. Maaseik
- b. Neeroeteren
- c. Opoeteren
  - Gemeente As:
- f. Niel-bij-As
  - Gemeente Maasmechelen:
- g. Mechelen-aan-de-Maas
- h. Vucht
- i. Eisden
- j. Leut
- k. Meeswijk
  - En aan de Nederlandse gemeenten:
- 1. Echt-Susteren
- 2. Sittard-Geleen
- 3. Stein

## Demografie

### Demografische ontwikkeling van de fusiegemeente
Alle historische gegevens hebben betrekking op de huidige gemeente, inclusief deelgemeenten, zoals ontstaan na de fusie van 1 januari 1977.
- Bronnen:NIS, Opm:1831 tot en met 1981=volkstellingen; 1990 en later= inwonertal op 1 januari

| Inwoners van jaar tot jaar op 1 januari 1992 tot heden | Inwoners van jaar tot jaar op 1 januari 1992 tot heden | Inwoners van jaar tot jaar op 1 januari 1992 tot heden |
| jaar                                                   | Aantal                                                 | Evolutie: 1992=index 100                               |
| ------------------------------------------------------ | ------------------------------------------------------ | ------------------------------------------------------ |
| 1992                                                   | 17.055                                                 | 100,0                                                  |
| 1993                                                   | 17.137                                                 | 100,5                                                  |
| 1994                                                   | 17.278                                                 | 101,3                                                  |
| 1995                                                   | 17.379                                                 | 101,9                                                  |
| 1996                                                   | 17.517                                                 | 102,7                                                  |
| 1997                                                   | 17.738                                                 | 104,0                                                  |
| 1998                                                   | 17.957                                                 | 105,3                                                  |
| 1999                                                   | 18.069                                                 | 105,9                                                  |
| 2000                                                   | 18.187                                                 | 106,6                                                  |
| 2001                                                   | 18.364                                                 | 107,7                                                  |
| 2002                                                   | 18.486                                                 | 108,4                                                  |
| 2003                                                   | 18.626                                                 | 109,2                                                  |
| 2004                                                   | 18.705                                                 | 109,7                                                  |
| 2005                                                   | 18.921                                                 | 110,9                                                  |
| 2006                                                   | 19.106                                                 | 112,0                                                  |
| 2007                                                   | 19.171                                                 | 112,4                                                  |
| 2008                                                   | 19.306                                                 | 113,2                                                  |
| 2009                                                   | 19.462                                                 | 114,1                                                  |
| 2010                                                   | 19.663                                                 | 115,3                                                  |
| 2011                                                   | 19.837                                                 | 116,3                                                  |
| 2012                                                   | 19.947                                                 | 117,0                                                  |
| 2013                                                   | 19.929                                                 | 116,9                                                  |
| 2014                                                   | 20.028                                                 | 117,4                                                  |
| 2015                                                   | 20.199                                                 | 118,4                                                  |
| 2016                                                   | 20.287                                                 | 119,0                                                  |
| 2017                                                   | 20.310                                                 | 119,1                                                  |
| 2018                                                   | 20.454                                                 | 119,9                                                  |
| 2019                                                   | 20.590                                                 | 120,7                                                  |
| 2020                                                   | 20.693                                                 | 121,3                                                  |
| 2021                                                   | 20.819                                                 | 122,1                                                  |
| 2022                                                   | 20.995                                                 | 123,1                                                  |
| 2023                                                   | 21.305                                                 | 124,9                                                  |
| 2024                                                   | 21.346                                                 | 125,2                                                  |
| 2025                                                   | 21.486                                                 | 126,0                                                  |

## Politiek

### Structuur
De gemeente Dilsen-Stokkem ligt in het kieskanton Maaseik en het provinciedistrict Maaseik, het kiesarrondissement Hasselt-Tongeren-Maaseik (identiek aan de kieskring Limburg).
| Dilsen-Stokkem   | Dilsen-Stokkem   | Supranationaal         | Nationaal                         | Nationaal          | Gemeenschap       | Gewest            | Provincie         | Arrondissement           | Provinciedistrict | Kanton          | Gemeente        |
| ---------------- | ---------------- | ---------------------- | --------------------------------- | ------------------ | ----------------- | ----------------- | ----------------- | ------------------------ | ----------------- | --------------- | --------------- |
| Administratief   | Niveau           | Europese Unie          | België                            | België             | Vlaanderen        | Vlaanderen        | Limburg           | Maaseik                  | Maaseik           | Maaseik         | Dilsen-Stokkem  |
| Administratief   | Bestuur          | Europese Commissie     | Belgische regering                | Belgische regering | Vlaamse regering  | Vlaamse regering  | Deputatie         | Deputatie                | Deputatie         | Deputatie       | Gemeentebestuur |
| Administratief   | Raad             | Europees Parlement     | Kamer van volksvertegenwoordigers | Vlaams Parlement   | Vlaams Parlement  | Vlaams Parlement  | Provincieraad     | Provincieraad            | Provincieraad     | Provincieraad   | Gemeenteraad    |
| Kiesomschrijving | Kiesomschrijving | Nederlands Kiescollege | Kieskring Limburg                 | Kieskring Limburg  | Kieskring Limburg | Kieskring Limburg | Kieskring Limburg | Hasselt-Tongeren-Maaseik | Maasmechelen      | Maaseik         | Dilsen-Stokkem  |
| Verkiezing       | Verkiezing       | Europese               | Federale                          | Federale           | Vlaamse           | Vlaamse           | Provincieraads-   | Provincieraads-          | Provincieraads-   | Provincieraads- | Gemeenteraads-  |

### Geschiedenis

#### (Voormalige) Burgemeesters
| Tijdspanne | Tijdspanne   | Burgemeester                   |
| ---------- | ------------ | ------------------------------ |
|            | 1971 - 1976  | André Rutten (CVP)             |
|            | 1977 - 1982  | Theodoor Snijkers              |
|            | 1983 - 1988  | Leo Boutsen                    |
|            | 1988         | Lambert Peeters                |
|            | 1989 - 1994  | Hubert Ramakers (CVP)          |
|            | 1995 - 2000  | Willy Jacquemin (SP)           |
|            | 2001 - 2024  | Lydia Peeters (VLD / Open Vld) |
|            | 2019 - heden | Sofie Vandeweerd (Open Vld)    |

#### Legislatuur 2013 - 2018
In de aanloop naar de verkiezingen werd de lokale Vlaams Belang-afdeling omgevormd tot 'Leefbaar Dilsen-Stokkem'. De lokale sp.a-werking trok naar de verkiezingen met een 'open lijst' onder de naam 'Vooruit 2012'.
Burgemeester is Lydia Peeters (Open Vld). Zij leidt een coalitie bestaande uit Open Vld en Vooruit 2012. Samen vormen ze de meerderheid met 15 op 25 zetels.

#### Legislatuur 2019 - 2024
Als succesrijk burgemeester krijgt Lydia Peeters een ministerpost aangeboden. Ze wordt als burgemeester opgevolgd door partijgenote Sofie Vandeweerd. Zij leidt een coalitie bestaande uit Open Vld en Vooruit Dilsen-Stokkem. Samen vormen ze de meerderheid van 17 op 27 zetels.

#### Legislatuur 2024 - 2030
Open Vld en Vooruit Plus besloten hun coalitie verder te zetten. Samen hadden ze een meerderheid van 19 op 27 zetels. Sofie Vandeweerd, die als lijstduwer de meeste stemmen op de Open Vld-lijst had behaald, werd burgemeester.

#### Resultaten gemeenteraadsverkiezingen sinds 1976
| Partij of kartel     | Partij of kartel                                                         | 10-10-1976 | 10-10-1976 | 10-10-1982 | 10-10-1982 | 9-10-1988 | 9-10-1988 | 9-10-1994 | 9-10-1994 | 8-10-2000 | 8-10-2000 | 8-10-2006 | 8-10-2006 | 14-10-2012 | 14-10-2012 | 14-10-2018 | 14-10-2018 | 13-10-2024 | 13-10-2024 |
| Stemmen / Zetels     | Stemmen / Zetels                                                         | %          | 23         | %          | 25         | %         | 25        | %         | 25        | %         | 25        | %         | 25        | %          | 25         | %          | 27         | %          | 27         |
| -------------------- | ------------------------------------------------------------------------ | ---------- | ---------- | ---------- | ---------- | --------- | --------- | --------- | --------- | --------- | --------- | --------- | --------- | ---------- | ---------- | ---------- | ---------- | ---------- | ---------- |
|                      | CVP1/ CD&V+N-VAA/ CD&V2                                                  | 42,451     | 10         | 35,181     | 10         | 35,271    | 9         | 29,011    | 7         | 28,451    | 7         | 30,12A    | 8         | 25,042     | 6          | 21,32      | 6          | -          | -          |
|                      | NIEUW1 / VU2 / DOEN3 / CD&V+N-VAA / N-VA4                                | -          |            | 181        | 4          | 20,362    | 5         | 16,33     | 4         | -         |           | 30,12A    | 8         | 15,984     | 4          | 13,84      | 3          | 12,34      | 3          |
|                      | Team 3650                                                                | -          |            | -          |            | -         |           | -         |           | -         |           | -         |           | -          |            | -          |            | 19,8       | 5          |
|                      | GOED1 / BETER2 / PVV3 / NU4 / VLD5 / Open Vld6                           | 43,991     | 11         | 31,392     | 8          | 25,143    | 6         | 25,524    | 6         | 32,845    | 9         | 32,165    | 8         | 32,876     | 9          | 34,66      | 10         | 39,56      | 11         |
|                      | SP1/ sp.a-Groen!2/ Vooruit 20123/ Vooruit Dilsen-Stokkem4/ Vooruit Plus5 | 12,091     | 2          | 13,721     | 3          | 19,241    | 5         | 29,171    | 8         | 30,821    | 8         | 26,382    | 7         | 22,313     | 6          | 23,34      | 7          | 28,55      | 8          |
|                      | Voor U                                                                   | -          |            | -          |            | -         |           | -         |           | -         |           | -         |           | -          |            | 7,0        | 1          | -          |            |
|                      | Vlaams Blok1/ Vlaams Belang2 / Leefbaar D-S3                             | -          |            | -          |            | -         |           | -         |           | 7,881     | 1         | 11,342    | 2         | 3,803      | 0          | -          |            | -          |            |
|                      | HG                                                                       | -          |            | 1,71       | 0          | -         |           | -         |           | -         |           | -         |           | -          |            | -          |            | -          |            |
|                      | VERNU                                                                    | 1,48       | 0          | -          |            | -         |           | -         |           | -         |           | -         |           | -          |            | -          |            | -          |            |
| Totaal stemmen       | Totaal stemmen                                                           | 9371       | 9371       | 10377      | 10377      | 11314     | 11314     | 11819     | 11819     | 12692     | 12692     | 13595     | 13595     | 13771      | 13771      | 14.124     | 14.124     | 9.041      | 9.041      |
| Opkomst %            | Opkomst %                                                                |            |            |            |            | 98,41     | 98,41     | 97,35     | 97,35     | 96,47     | 96,47     | 97,20     | 97,20     | 95,29      | 95,29      | 94,8       | 94,8       | 59,6       | 59,6       |
| Blanco en ongeldig % | Blanco en ongeldig %                                                     | 3,22       | 3,22       | 5,15       | 5,15       | 4,99      | 4,99      | 5,74      | 5,74      | 4,66      | 4,66      | 4,02      | 4,02      | 5,05       | 5,05       | 6,4        | 6,4        | 1,8        | 1,8        |

De zetels van de gevormde coalitie staan vetjes afgedrukt. De grootste partij staat in kleur.

## Bezienswaardigheden
- Lijst van onroerend erfgoed in Dilsen-Stokkem
- Het Nationaal Park Hoge Kempen ligt voor een gedeelte op het grondgebied van deze gemeente

## Bekende inwoners
- Luca Brecel, snookerspeler
- Vital Heynen, volleybaltrainer
- Jacky Mathijssen, voetbaltrainer
- Lydia Peeters, Vlaams minister van mobiliteit voor Open VLD
- Guillaume Pörteners, dirigent
- Arnold Sauwen, dichter
- Pierre de Schiervel, politicus
- Leandro Trossard, voetballer
- Jos Vaessen, ere-voorzitter KRC Genk

## Trivia
- De Vlaamse serie Beau Séjour werd grotendeels opgenomen in Dilsen-Stokkem.